# LJ Volley 2013-2014
Questa voce raccoglie le informazioni riguardanti la LJ Volley nelle competizioni ufficiali della stagione 2013-2014.

## Stagione

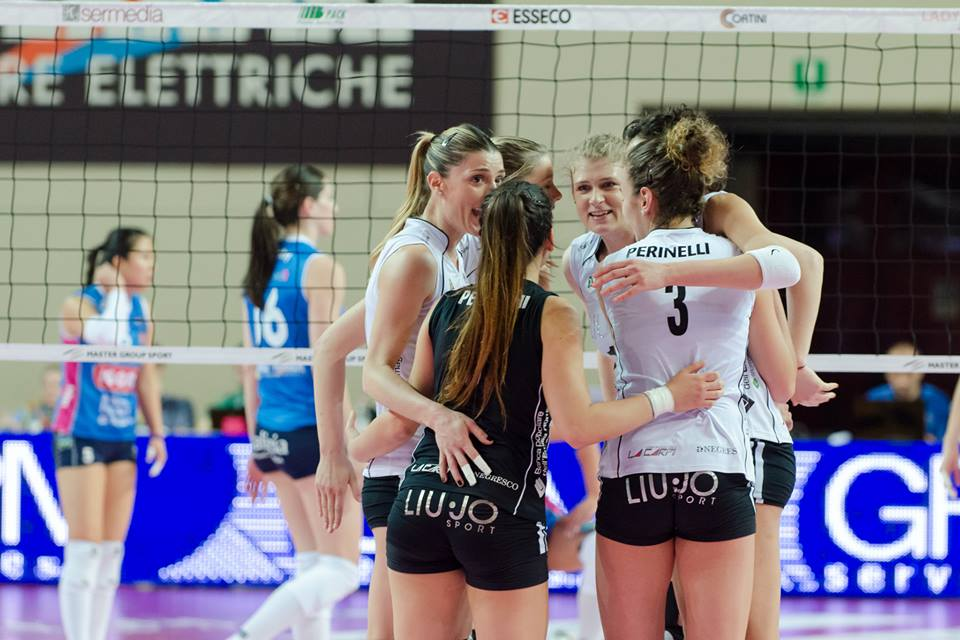
La squadra festaggia un punto

La stagione 2013-14 è per la LJ Volley, sponsorizzata dalla Liu Jo, la prima in Serie A1: la società, nata nel maggio 2013, acquista il titolo sportivo dal Gruppo Sportivo Oratorio Pallavolo Femminile Villa Cortese ed accede al massimo campionato italiano. In panchina viene chiamato Mauro Chiappafreddo, mentre la rosa si compone di numerose giocatrici della società cortesina come Giulia Rondon, Elena Perinelli e Paola Cardullo: arrivano inoltre Francesca Piccinini, Samanta Fabris, Lucia Crisanti, Hélène Rousseaux e Laura Heyrman.
Il campionato si apre con due vittorie mentre la prima sconfitta arriva alla quarta giornata contro l'AGIL Volley: nel resto del girone di andata la squadra modenese vince tutte le partite eccetto un unico stop contro la Futura Volley Busto Arsizio, classificandosi al secondo posto. Lo stesso ritmo non viene però mantenuto nel girone di ritorno: dopo due nuovi successivi infatti, la LJ Volley cede nuovamente alla squadra di Novara ed all'Imoco Volley; seguono risultati altalenanti fino ad un finale di stagione caratterizzato da tre sconfitte consecutive, che portano la squadra al quinto posto in classifica, qualificandola per i play-off scudetto. Nei quarti di finale la sfida è contro l'AGIL Volley, la quale vince le due gare necessarie per superare il turno, eliminando la squadra modenese.
Tutte le formazioni partecipanti alla Serie A1 2013-14 sono di diritto qualificate alla Coppa Italia: nei quarti di finale la LJ Volley supera, vincendo sia la gara di andata sia quella di ritorno, il Forlì, lo stesso avviene nei quarti di finale contro il Volleyball Casalmaggiore; accede quindi alla Final Four di Villorba, dove però viene eliminata in semifinale dal Volley Bergamo, sconfitta per 3-1.

## Organigramma societario
Area direttiva
- Presidente: Vannis Marchi
- Vicepresidente: Marco Marchi
- Segreteria generale: Stefania Borri
- Responsabile segreteria: Villiam Bellei

Area organizzativa
- Team manager: Otello Pedini
- General manager: Carmelo Borruto
- Direttore sportivo: Carmelo Borruto

Area tecnica
- Allenatore: Mauro Chiappafreddo
- Allenatore in seconda: Enrico Barbolini, Cristiano Camardese
- Scout man: Ezio Meledandri

Area comunicazione
- Ufficio stampa: Andrea Lolli
- Responsabile comunicazione: Simona Piccinini
- Fotografo: Salvatore Marrone

Area marketing
- Ufficio marketing: Simona Piccinini, Angela Verrascina
- Logistica: Salvatore Marrone

Area sanitaria
- Medico: Gustavo Savino
- Preparatore atletico: Giuseppe Azzarà
- Fisioterapista: Paolo Zucchi

## Rosa
| N° | Nome                | Ruolo | Data di nascita   | Nazionalità sportiva |
| -- | ------------------- | ----- | ----------------- | -------------------- |
| 1  | Hélène Rousseaux    | S     | 25 settembre 1991 | Belgio               |
| 3  | Elena Perinelli     | S/O   | 27 giugno 1995    | Italia               |
| 5  | Laura Heyrman       | C     | 17 maggio 1993    | Belgio               |
| 6  | Paola Paggi         | C     | 6 dicembre 1976   | Italia               |
| 7  | Vittoria Prandi     | S     | 4 novembre 1994   | Italia               |
| 8  | Danijela Anđelić    | S/O   | 30 giugno 1988    | Serbia               |
| 9  | Emilia Petrachi     | L     | 12 febbraio 1996  | Italia               |
| 10 | Paola Cardullo      | L     | 18 marzo 1982     | Italia               |
| 11 | Hristina Ruseva     | C     | 1º ottobre 1991   | Bulgaria             |
| 12 | Francesca Piccinini | S     | 10 gennaio 1979   | Italia               |
| 13 | Samanta Fabris      | S/O   | 8 febbraio 1992   | Croazia              |
| 14 | Lucia Crisanti      | C     | 16 marzo 1986     | Italia               |
| 15 | Ilaria Maruotti     | S     | 22 febbraio 1994  | Italia               |
| 17 | Giulia Rondon       | P     | 16 ottobre 1987   | Italia               |

## Mercato
| Acquisti | Acquisti            | Acquisti            | Acquisti   |
| R.       | Nome                | da                  | Modalità   |
| -------- | ------------------- | ------------------- | ---------- |
| S/O      | Danijela Anđelić    | Split               | definitivo |
| L        | Paola Cardullo      | Villa Cortese       | definitivo |
| C        | Lucia Crisanti      | Robur Tiboni Urbino | definitivo |
| S/O      | Samanta Fabris      | Chieri Torino       | definitivo |
| C        | Laura Heyrman       | Dresdner            | definitivo |
| S        | Ilaria Maruotti     | Imoco               | definitivo |
| C        | Paola Paggi         | Forlì Bologna       | definitivo |
| S/O      | Elena Perinelli     | Villa Cortese       | definitivo |
| L        | Emilia Petrachi     | Amendola Modena     | definitivo |
| S        | Francesca Piccinini | Chieri Torino       | definitivo |
| P        | Vittoria Prandi     | Busto Arsizio       | definitivo |
| P        | Giulia Rondon       | Villa Cortese       | definitivo |
| S        | Hélène Rousseaux    | Muszyna             | definitivo |
| C        | Hristina Ruseva     | Telekom Baku        | definitivo |

## Risultati

### Serie A1

#### Girone di andata
| 1ª giornata - 20 ottobre 2013 PalAmico, Castelletto sopra Ticino | Ornavasso     | 2 - 3 | LJ                  | 19-25, 25-23, 25-20, 28-30, 10-15 |
| 3ª giornata - 3 novembre 2013 PalaRomiti, Forlì                  | Forlì         | 0 - 3 | LJ                  | 18-25, 22-25, 17-25               |
| 4ª giornata - 24 novembre 2013 PalaPanini, Modena                | LJ            | 0 - 3 | AGIL                | 21-25, 15-25, 22-25               |
| 5ª giornata - 30 novembre 2013 PalaVerde, Villorba               | Imoco         | 0 - 3 | LJ                  | 23-25, 15-25, 23-25               |
| 6ª giornata - 8 dicembre 2013 PalaPanini, Modena                 | LJ            | 3 - 1 | Robur Tiboni Urbino | 25-20, 22-25, 25-9, 25-20         |
| 7ª giornata - 14 dicembre 2013 PalaPanini, Modena                | LJ            | 3 - 0 | IHF                 | 26-24, 25-11, 25-18               |
| 8ª giornata - 22 dicembre 2013 PalaYamamay, Busto Arsizio        | Busto Arsizio | 3 - 0 | LJ                  | 25-18, 27-25, 25-21               |
| 9ª giornata - 26 dicembre 2013 PalaFarina, Viadana               | Casalmaggiore | 0 - 3 | LJ                  | 22-25, 20-25, 15-25               |
| 10ª giornata - 12 gennaio 2014 PalaPanini, Modena                | LJ            | 3 - 2 | Bergamo             | 21-25, 26-24, 22-25, 25-20, 15-6  |
| 11ª giornata - 19 gennaio 2014 PalaBanca, Piacenza               | River         | 1 - 3 | LJ                  | 29-27, 21-25, 19-25, 22-25        |

#### Girone di ritorno
| 12ª giornata - 2 febbraio 2014 PalaPanini, Modena              | LJ                  | 3 - 0 | Ornavasso     | 25-21, 25-19, 25-22               |
| 14ª giornata - 15 febbraio 2014 PalaPanini, Modena             | LJ                  | 3 - 0 | Forlì         | 25-15, 25-20, 25-18               |
| 15ª giornata - 2 marzo 2014 Sporting Palace, Novara            | AGIL                | 3 - 1 | LJ            | 25-22, 17-25, 25-20, 25-20        |
| 16ª giornata - 5 marzo 2014 PalaPanini, Modena                 | LJ                  | 1 - 3 | Imoco         | 19-25, 21-25, 28-26, 23-25        |
| 17ª giornata - 9 marzo 2014 PalaMondolce, Urbino               | Robur Tiboni Urbino | 0 - 3 | LJ            | 18-25, 21-25, 19-25               |
| 18ª giornata - 16 marzo 2014 Palazzetto dello Sport, Frosinone | IHF                 | 3 - 0 | LJ            | 25-19, 25-13, 25-16               |
| 19ª giornata - 23 marzo 2014 PalaPanini, Modena                | LJ                  | 3 - 2 | Busto Arsizio | 19-25, 28-26, 16-25, 25-21, 15-11 |
| 20ª giornata - 29 marzo 2014 PalaPanini, Modena                | LJ                  | 1 - 3 | Casalmaggiore | 23-25, 23-25, 25-23, 20-25        |
| 21ª giornata - 2 aprile 2014 PalaNorda, Bergamo                | Bergamo             | 3 - 1 | LJ            | 24-26, 25-16, 25-21, 25-23        |
| 22ª giornata - 5 aprile 2014 PalaPanini, Modena                | LJ                  | 1 - 3 | River         | 25-23, 18-25, 18-25, 19-25        |

#### Play-off scudetto
| Quarti di finale (gara 1) - 10 aprile 2014 Sporting Palace, Novara | AGIL | 3 - 1 | LJ   | 19-25, 25-21, 25-21, 25-21 |
| Quarti di finale (gara 2) - 13 aprile 2014 PalaPanini, Modena      | LJ   | 1 - 3 | AGIL | 25-18, 21-25, 21-25, 17-25 |

### Coppa Italia

#### Fase a eliminazione diretta
| Ottavi di finale (andata) - 10 novembre 2013 PalaPanini, Modena | LJ            | 3 - 1 | Forlì         | 25-14, 22-25, 25-20, 25-21        |
| Ottavi di finale (ritorno) - 17 novembre 2013 PalaRomiti, Forlì | Forlì         | 2 - 3 | LJ            | 25-25, 28-26, 19-25, 25-19, 12-15 |
| Quarti di finale (andata) - 25 gennaio 2014 PalaFarina, Viadana | Casalmaggiore | 0 - 3 | LJ            | 15-25, 21-25, 19-25               |
| Quarti di finale (ritorno) - 29 gennaio 2014 PalaPanini, Modena | LJ            | 3 - 1 | Casalmaggiore | 25-18, 21-25, 25-22, 25-23        |
| Semifinali - 22 febbraio 2014 PalaVerde, Villorba               | LJ            | 1 - 3 | Bergamo       | 23-25, 25-17, 21-25, 26-28        |

## Statistiche

### Statistiche di squadra
| Competizione | Punti | In casa | In casa | In casa | In trasferta | In trasferta | In trasferta | Totale | Totale | Totale |
| Competizione | Punti | G       | V       | P       | G            | V            | P            | G      | V      | P      |
| ------------ | ----- | ------- | ------- | ------- | ------------ | ------------ | ------------ | ------ | ------ | ------ |
| Serie A1     | 33    | 11      | 6       | 5       | 11           | 6            | 5            | 22     | 12     | 10     |
| Coppa Italia | -     | 2       | 2       | 0       | 2            | 2            | 0            | 5      | 4      | 1      |
| Totale       | -     | 13      | 8       | 5       | 13           | 8            | 5            | 27     | 16     | 11     |

G = partite giocate; V = partite vinte; P = partite perse

### Statistiche dei giocatori
| Giocatore    | Serie A1 | Serie A1 | Serie A1 | Serie A1 | Serie A1 | Coppa Italia | Coppa Italia | Coppa Italia | Coppa Italia | Coppa Italia | Totale | Totale | Totale | Totale | Totale |
| Giocatore    | P        | PT       | AV       | MV       | BV       | P            | PT           | AV           | MV           | BV           | P      | PT     | AV     | MV     | BV     |
| ------------ | -------- | -------- | -------- | -------- | -------- | ------------ | ------------ | ------------ | ------------ | ------------ | ------ | ------ | ------ | ------ | ------ |
| D. Anđelić   | 8        | 20       | 18       | 2        | 0        | 2            | 21           | 18           | 2            | 1            | 10     | 41     | 36     | 4      | 1      |
| P. Cardullo  | 16       | -        | -        | -        | -        | 5            | -            | -            | -            | -            | 21     | -      | -      | -      | -      |
| L. Crisanti  | 7        | 33       | 24       | 9        | 0        | 2            | 2            | 2            | 0            | 0            | 9      | 35     | 26     | 9      | 0      |
| S. Fabris    | 21       | 363      | 397      | 43       | 23       | 5            | 80           | 65           | 8            | 7            | 26     | 443    | 462    | 51     | 30     |
| L. Heyrman   | 18       | 158      | 114      | 39       | 5        | 5            | 55           | 38           | 13           | 4            | 23     | 213    | 152    | 52     | 9      |
| I. Maruotti  | 16       | 20       | 17       | 1        | 2        | 4            | 19           | 19           | 0            | 0            | 20     | 39     | 36     | 1      | 2      |
| P. Paggi     | 10       | 22       | 15       | 6        | 1        | 2            | 11           | 10           | 1            | 0            | 12     | 33     | 25     | 7      | 1      |
| E. Perinelli | 21       | 33       | 29       | 0        | 4        | 5            | 18           | 16           | 0            | 2            | 26     | 51     | 45     | 0      | 6      |
| E. Petrachi  | 7        | -        | -        | -        | -        | 2            | -            | -            | -            | -            | 9      | -      | -      | -      | -      |
| F. Piccinini | 22       | 288      | 268      | 17       | 3        | 5            | 56           | 45           | 6            | 5            | 27     | 344    | 313    | 23     | 8      |
| V. Prandi    | 7        | 0        | 0        | 0        | 0        | 3            | 9            | 5            | 1            | 3            | 10     | 9      | 5      | 1      | 3      |
| G. Rondon    | 22       | 82       | 50       | 28       | 4        | 4            | 7            | 5            | 2            | 0            | 26     | 89     | 55     | 30     | 4      |
| H. Rousseaux | 20       | 239      | 208      | 20       | 11       | 5            | 53           | 42           | 6            | 5            | 25     | 292    | 250    | 26     | 16     |
| H. Ruseva    | 18       | 132      | 80       | 48       | 4        | 5            | 46           | 25           | 19           | 2            | 23     | 178    | 105    | 67     | 6      |

P = presenze; PT = punti totali; AV = attacchi vincenti; MV = muri vincenti; BV = battute vincenti